# Psalm 99

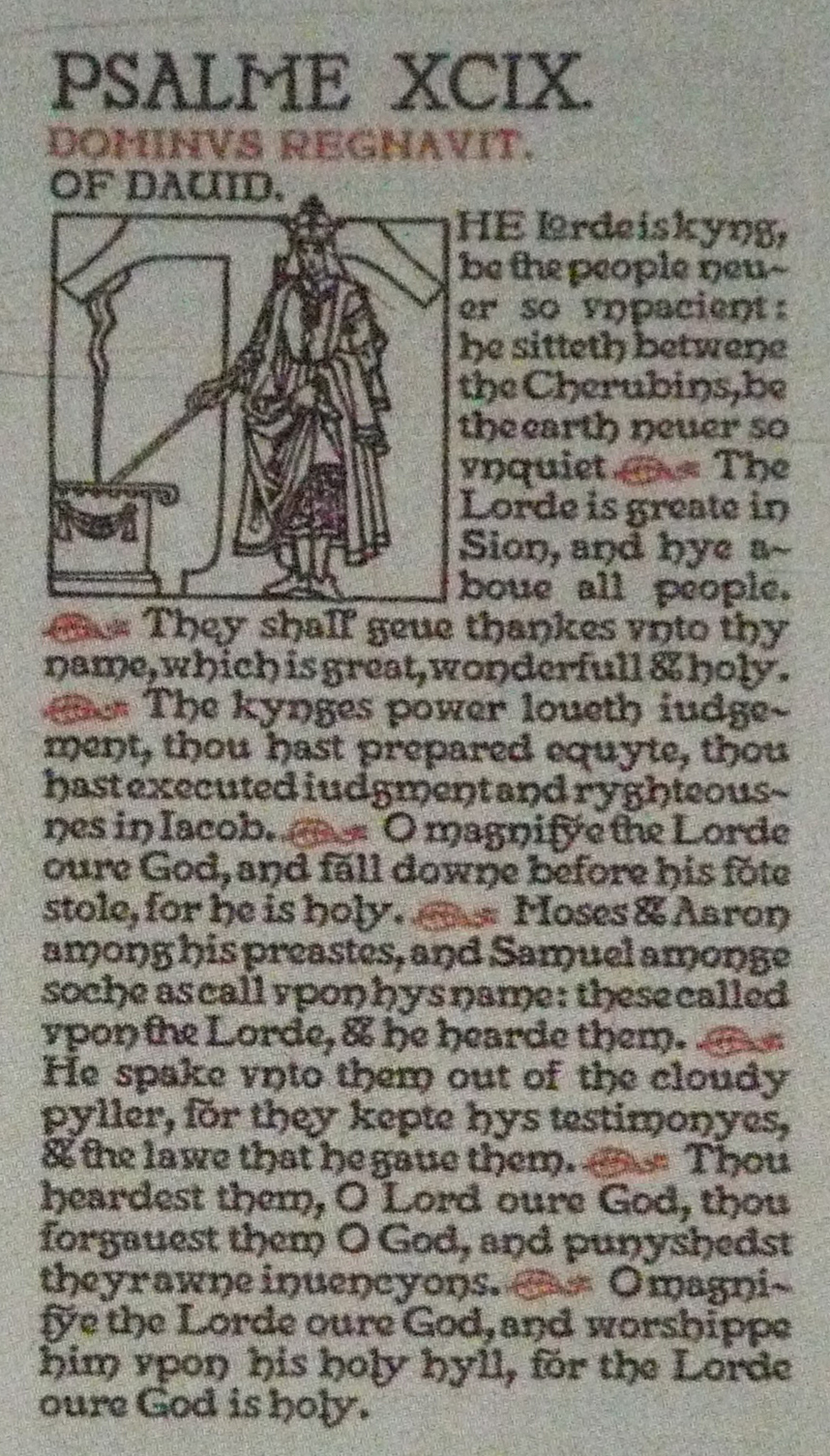
Psalm 99 in einer niederländischen Bibel von 1902

Der 99. Psalm ist ein biblischer Psalm aus dem vierten Buch des Psalters.

## Inhalt
Der Psalm preist Gott, den HERRN, als erhabenen König, der auf dem Berg Zion seine Wohnung hat. Im Gegensatz zu anderen Psalmen, die ebenfalls Gott als König feiern, wird hier vor allem seine Heiligkeit betont. Insgesamt dreimal wird explizit ausgerufen, dass Gott heilig ist.
Die Verse 5 und 9 stellen eine Art Kehrvers dar (der beim zweiten Mal jedoch leicht modifiziert wird), in dem dazu aufgerufen wird: Erhebt den HERRN, unsern Gott, gefolgt von einer leicht variierten Aufforderung ihn auf seinem heiligen Berg anzubeten. Als Begründung wiederholt der Kehrvers wiederum die Aussage denn er ist heilig.